# Грб Острва Мен
Грб Острва Мен је званични хералдички симбол британског крунског поседа, Острва Мен.
Садашњи облик грба датира из 1996. године. Званичан назив грба је Грб Њеног Величанства на Острву Мен.

## Опис грба
Грб се састоји од црвеног штита на коме се налази трискелион (за опис види застава Острва Мен). Држачи штита су јастреб и гавран. Јастреб има историјски значај јер су два јастреба била давана енглеском краљу на дан крунисања као одређени тип данка. Гавран се често спомиње у легендама на острву.
Мото испод штита гласи Quocunque Jeceris Stabit (латински: Чиме год га гађали, стајаће)
Приказ грба - црвено поље са трискелионом - се користи и као застава Острва Мен.